# Wappen Perus
Das Wappen Perus wurde am 25. Februar 1825 in der Verfassunggebenden Versammlung durch Simón Bolívar eingeführt. Die aktuelle Fassung stammt aus dem Jahr 1950.

## Beschreibung
Der Wappenschild hat eine polnische Form und lässt sich heraldisch wie folgt beschreiben:
Innerhalb eines goldenen Bordes golden geteilt, oben gespalten, heraldisch rechts in Himmelblau ein linksgewandtes Vikunja (Vicuña) in natürlichen Farben, heraldisch links in Silber ein stilisierter Chinarindenbaum in natürlichen Farben, unten in Rot ein goldenes, Goldmünzen ausschüttendes Füllhorn.
1. Das erste Feld zeigt ein braunes, meist auf sandfarbenem (auch felsgrauem oder grasgrünem) Boden stehendes Vikunja vor hellblauem Hintergrund, welches die Fauna Perus symbolisiert.
2. Das zweite Feld repräsentiert die Flora des Landes und zeigt auf weißem Grund einen grünen oder mehrfarbig gezeichneten Chinarindenbaum.
3. Das untere, rote Feld zeigt ein goldenes, mit Münzen gefülltes Füllhorn, das für die Bodenschätze steht.[1]

Über dem Schild schwebt ein Eichenlaubkranz (Corona civica).

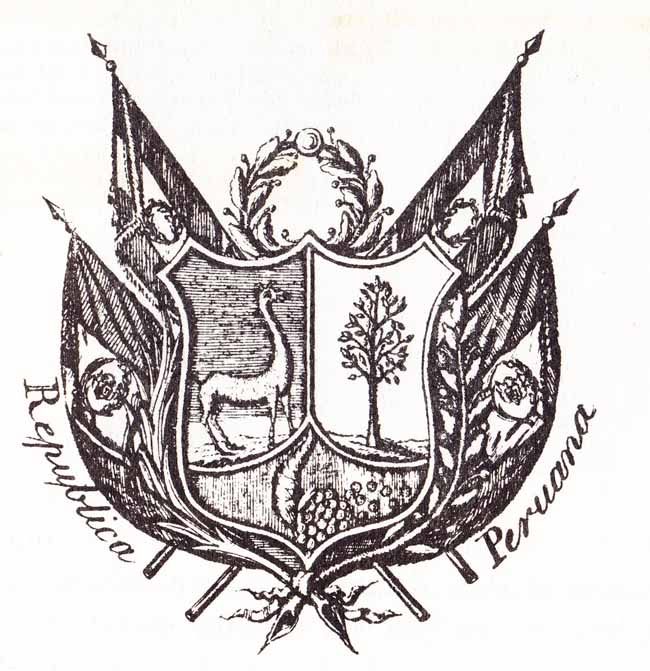
Die 1825 vom peruanischen Nationalkongress angenommene Form des Wappens (entworfen von José Gregorio Paredes und Francisco Javier Cortes). Die Schildaufteilung mit ursprünglich eingeschweifter erniedrigter Spitze wurde aus praktischen Gründen schon bald vereinfacht und bereits im 19. Jahrhundert zumeist in einer der heutigen ähnlichen Form mit waagerechter Teilung dargestellt.

Der Schild liegt auf schräg gesteckten ausgebreiteten peruanischen Nationalflaggen und einer darunterliegenden Standarte in den Nationalfarben je Seite auf, deren Stangenspitzen in Gold sind.